# 腈基降解菌属
腈基降解菌属（学名：Nitriliruptor）是腈基降解菌科下的一个属。本属因分离出嗜碱腈基降解菌 而设立。

## 下属物种
本属包括以下物种：
- 嗜碱腈基降解菌 Nitriliruptor alkaliphilus Sorokin et al., 2009[2]